# John Clinton Porter
John Clinton Porter (ur. 4 kwietnia 1872, zm. 27 maja 1959) – amerykański polityk, 33. burmistrz Los Angeles. Funkcję tę sprawował w latach 1929-1933. W wyborach na burmistrza startował jeszcze dwukrotnie, w 1933 i 1941 roku. Były członek Ku Klux Klan.